# Patata rossa di Cetica

Logo de la Patata rossa di Cetica

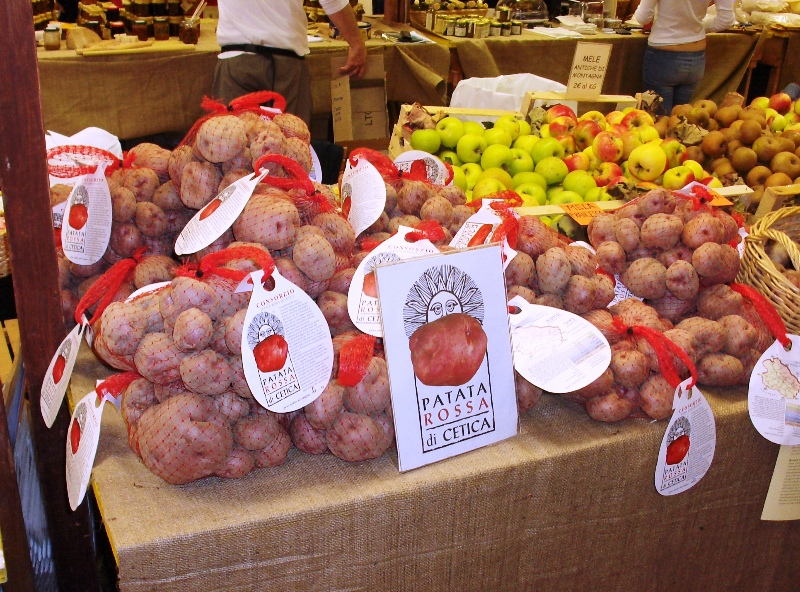
Les pommes de terre de Cetica au Salon du goût de Turin.

La patata rossa di Cetica (pomme de terre rouge de Cetica) est une appellation italienne qui s'applique à une production traditionnelle de pommes de terre, cultivée en Toscane. Cette culture est exclusivement réservée aux agriculteurs adhérents du Consorzio Patata Rossa di Cetica (consortium de la pomme de terre rouge de Cetica) et respectant le cahier des charges correspondant. Elle tire son nom du hameau de Cetica, appartenant à la commune de Castel San Niccolò.
Elle bénéficie depuis 1999 de l'appellation « Produits agroalimentaires traditionnels » (PAT), appellation italienne qui n'est pas reconnue au niveau européen.

## Histoire
La culture de la pomme de terre rouge dans la région de Cetica remonte au début du XXe siècle.

## Aire de production
L'aire de production de la « Patata Rossa di Cetica » s'étend dans la province d'Arezzo sur le territoire des communes de Castel Focognano, Castel San Niccolò, Montemignaio, Ortignano Raggiolo, Poppi et Talla. Ce terroir se situe sur le versant de Casentino du massif du Pratomagno à une altitude supérieure à 500 mètres. Il se caractérise par des sols meubles, sableux, mais ayant une bonne teneur en matière organique.

## Variétés
La variété cultivée est une variété ancienne de pomme de terre à peau rouge et aux yeux mi-enfoncés, caractère assez typique des variétés anciennes. Elle pourrait dériver de la variété d'origine écossaise 'Red King Edward'.

## Caractéristiques
Les tubercules, de taille moyenne, sont de forme ovale-arrondie, et se caractérisent par une peau  de couleur rouge clair et une chair blanc crème, ainsi que par des yeux relativement enfoncés.

## Utilisation
La pomme de terre rouge de Cetica s'emploie surtout pour la production de gnocchis et de tortelli  de patate (sorte de raviolis de pomme de terre, spécialité de la région de Cosentino). Elle se tient très bien à la cuisson et a un goût fin et délicat.

## Classement
La Patata rossa di Cetica a été répertoriée par les Presidii et l'arche du Goût du mouvement Slow Food.